# Assens Provsti
Assens Provsti er et provsti i Fyens Stift. Provstiet bestod indtil 2007 de tidligere Aarup, Ejby, Glamsbjerg, Haarby, Assens og Vissenbjerg Kommune. Fra 2007 udgør provstiet den sammenlagte Assens Kommune.
Assens Provsti består af 29 sogne med 31 kirker, fordelt på 16 pastorater.

## Pastorater
| Pastorater i Assens Provsti        | Pastorater i Assens Provsti    | Pastorater i Assens Provsti             |
| ---------------------------------- | ------------------------------ | --------------------------------------- |
| Årup-Rørup Pastorat                | Assens-Bågø-Gamtofte Pastorat  | Barløse-Sandager-Holevad-Turup Pastorat |
| Broholm Pastorat                   | Brylle Pastorat                | Dreslette-Helnæs Pastorat               |
| Flemløse-Søby Pastorat             | Glamsbjerg Pastorat            | Hårby Pastorat                          |
| Jordløse-Håstrup Pastorat          | Skydebjerg-Orte-Kerte Pastorat | Sønderby-Kærum Pastorat                 |
| Tommerup Pastorat                  | Verninge Pastorat              | Vissenbjerg Pastorat                    |
| Ørsted-Søllested-Verninge Pastorat |                                |                                         |

## Sogne
| Sogne i Assens Provsti | Sogne i Assens Provsti | Sogne i Assens Provsti |
| ---------------------- | ---------------------- | ---------------------- |
| Assens Sogn            | Barløse Sogn           | Broholm Sogn           |
| Brylle Sogn            | Bågø Sogn              | Dreslette Sogn         |
| Flemløse Sogn          | Gamtofte Sogn          | Helnæs Sogn            |
| Holevad Sogn           | Hårby Sogn             | Jordløse Sogn          |
| Kerte Sogn             | Kærum Sogn             | Køng Sogn              |
| Orte Sogn              | Rørup Sogn             | Sandager Sogn          |
| Skydebjerg Sogn        | Søby Sogn              | Søllested Sogn         |
| Sønderby Sogn          | Tommerup Sogn          | Turup Sogn             |
| Vedtofte Sogn          | Verninge Sogn          | Vissenbjerg Sogn       |
| Ørsted Sogn            | Årup Sogn              |                        |